# Байузаков, Хасен Байузакович
Хасен Байузакович Байузаков — советский хозяйственный, государственный и политический деятель. Председатель Семипалатинского и Карагандинского областных исполнительных комитетов, председатель Алма-Атинского городского исполнительного комитета.
Избирался депутатом Верховного Совета СССР 3-го созыва, депутатом Верховного Совета Казахской ССР I созыва (1938—1946) по Бузачинскому избирательному округу (Гурьевская область), II созыва (1947—1951) по Жарминскому округу (Семипалатинская область), III созыва (1951—1955) по Каркаралинскому округу (Карагандинская область).

## Биография
Родился в мае 1906 года в ауле Шокай Семипалатинского уезда Семипалатинской области (ныне — Абайский район Восточно-Казахстанской области).
В 14 лет Хасен остается круглым сиротой. В 1922—1924 гг. воспитывается в детском доме.
В 1924 г. учился в коммунальном отделении Семипалатинской губернии, в 1925 году — на курсах Союза казахских потребителей.
В 1925—1930 гг. — член правления Союза казахских потребителей.
В 1926—1930 гг. — главный надзиратель финансов Каракаралинского округа. В 1929 г. окончил Центральный курс комиссариата финансов СССР в Ленинграде.
В 1930—1932 гг. — заведующий отделом партии Балхашского района.
В 1931—1932 гг. занимал должность старшего инспектора Народного комиссариата Казахстана.
В 1933—1936 гг. заместитель председателя, председатель профсоюза Центрального управления финансистов Казахстана.
В 1936—1938 гг. — глава Республиканского индустриального и коммунального банка.
В 1938—1939 гг. занимал должность наркома коммунального хозяйства КазССР.
В 1939—1941 гг. — председатель Алматинского горисполкома. Награждён орденом Трудового Красного Знамени (05.11.1940) «в связи с 20-летним юбилеем Казахской ССР, за достижения в развитии промышленности, сельского хозяйства, науки и искусства».
В 1941—1942 гг. — начальник индустриального банка СССР и КазССР.
В 1942—1945 гг. — нарком лесного хозяйства КазССР.
В 1945—1949 гг. — председатель Семипалатинского исполнительного комитета.
В 1949—1951 гг. — председатель Карагандинского исполкома.
В 1951 году вышел на пенсию.
Умер 10 мая 1961 года, похоронен на Центральном кладбище Алма-Аты.

Его дочь, ныне здравствующая Гульпан Хасенкызы рассказывает:
— Отца мы видели редко, домой он приезжал, как правило, поздно ночью. А рано утром опять уезжал на работу. Горел на ней. Видимо, от того и умер очень рано. А ещё подкосило гигантски трудоспособного и талантливого человека время второй волны репрессий. В начале пятидесятых годов прошлого столетия он баллотировался в депутаты Верховного Совета. Но чья-то подлая рука написала клеветнический донос, и долгое время Хасен Байузаков находился под колпаком органов, с которыми в то время никто не хотел связываться.

Сегодня мало кто вспомнит, что городом садом Алма-Ата становилась во многом благодаря инициативе и заботе Байузакова. Он с особой гордостью докладывал на отчётных заседаниях руководства страны о проделанной работе и количестве высаженных деревьев, разбивки новых парков и скверов. А ещё его коньком в работе по благоустройству Алма-Аты можно назвать пробивку новых улиц, расширение имеющихся, увеличение маршрутов общественного транспорта и, конечно же, строительство новых зданий, архитектурный облик которых он рассматривал лично.